# 7355 Bottke
7355 Bottke (1995 HN2) là một tiểu hành tinh vành đai chính được phát hiện ngày 25 tháng 4 năm 1995 bởi Spacewatch ở Kitt Peak.